# Wertingen
Wertingen – miasto w Niemczech, w kraju związkowym Bawaria, w rejencji Szwabia, w regionie Augsburg, w powiecie Dillingen an der Donau, siedziba wspólnoty administracyjnej Wertingen. Leży na obrzeżach Jury Szwabskiej, około 15 km na wschód od Dillingen an der Donau, nad rzeką Zusam.

## Polityka
Burmistrzem miasta jest Willy Lehmeier, rada miasta składa się z 20 osób.
|      | CSU | SPD/UW | Zieloni | CSWG | FW | Gottmannshofer Liste | FW Stadtteile Wertingen | KUL | Bürgerinitiative | FDP/LB | Razem |
| 2008 | 8   | 2      | 1       | 4    | 2  | -                    | -                       | 1   | 1                | 1      | 20    |
| 2002 | 7   | 3      | 1       | 2    | 3  | 1                    | 1                       | 1   | 1                | -      | 20    |